# HERE WE GO!
《HERE WE GO!》是嵐的第3枚專輯，第2枚原創專輯。於2002年7月17日發行。唱片公司為J Storm。初回生產限定盤與通常盤的封套不一樣。初回生產限定盤附送宣傳活動的應募券，通常盤則附送小冊子。

## 收錄曲
1. Theme of ARASHI (4:50)
（作詞：岩田雅之　Rap詞：SHOW　作曲・編曲：岩田雅之，Larry Hochman）
開頭至1分45秒左右為無人聲伴奏，之後則是以櫻井翔的rap為中心而成的樂曲。
2. Easy Crazy Break Down (3:43)
（作詞：戶澤暢美　作曲：Michael Clauss，Clas Wrigsell　編曲：鈴木雅也）
第33屆《春季高中排球賽》印象曲
3. 或許妳一點都沒有錯（君は少しも悪くない） (4:47)
（作詞：戶澤暢美　作曲・編曲：岩田雅之）
4. Tokyo Lovers Tune Night (3:43)
（作詞：久保田洋司　作曲・編曲：Charles Hodgkinson，Sagat Guirey，Kirk Zavieh）
5. a Day in Our Life (4:39)
（作詞・作曲・編曲：SHUN，SHUYA）
7th單曲
TBS日劇《木更津貓眼》主題曲
TBS綜藝節目《USO!?Japan》主題曲
6. ALL or NOTHING Ver.1.02 (5:06)
（作詞：TAKESHI AIDA　Rap詞：SHOW　作曲・編曲：ZAKI）
7. 失眠的身體（眠らないカラダ） (4:30)
（作詞：Tkaaki Amamoto　作曲：Hiroshi Yamamoto　編曲：Umito Yamamotokun，安部潤）
8. 因為妳不在（君はいないから） (4:44)
（作詞：久保田洋司　作曲：寺田一郎　編曲：岩田雅之）
9. 不要褪色（IROあせないで） (4:58)
（作詞：戶澤暢美　作曲：飯田建彦　編曲：CHOKKAKU）
10. 不能說愛你（愛してると言えない） (5:38)
（作詞：戶澤暢美　作曲・編曲：長岡成貢）
11. 星之FreeWay（星のFreeWay） (4:39)
（作詞：比留間徹　作曲・編曲：ZAKI）
12. 現在來談情說愛吧（いま愛を語ろう） (4:10)
（作詞：六津見純代　作曲：飯田建彦　編曲：鈴木雅也）
13. WOW!! (4:32)
（作詞・作曲・編曲：渡邊和紀）
14. 心情超讚 (3:59)
（作詞：戶澤暢美　作曲：飯田建彦　編曲：石塚知生）
8th單曲
富士台動畫《烏龍派出所》結尾曲